# Campeonato Amateur de Guayaquil 1949
El Campeonato Amateur de Guayaquil de 1949 o más conocida como la Liga de Guayaquil 1949 fue la 29ª edición de los torneos amateurs del Guayas este torneo fue organizado por la FEDEGUAYAS, y en la cual se vería como campeón al cuadro de Norte América, además en los clásicos del astillero serían de superioridad torera ya que no solamente le ganaría por goleadas de 5-2 al Emelec, sino le impidió obtener su primer bicampeonato del torneo, mientras que en el descenso bajaría la LDU tras su pésima campaña en la que incluye la máxima goleada del torneo por parte del Emelec por marcador de 9-2.
El Norte América obtendría por tercera vez el título en este torneo mientras que el Barcelona obtendría su segundo subcampeonato.

## Formato del Torneo
La Liga de Guayaquil 1949 se jugará con el formato de una sola etapa y será de la siguiente manera:
Primera Etapa(Etapa Única)
La Primera Etapa se jugaran un todos contra todos en encuentros de ida y vuelta dando un total de 10 fechas en la cual se definirá al campeón e subcampeón de la temporada a los dos equipos de mejor puntaje, mientras que en el descenso bajara el equipo de peor puntaje en el torneo.

## Sedes
| Guayaquil              | Guayaquil        |
| ---------------------- | ---------------- |
| Estadio George Capwell | Municipal        |
| Capacidad: 11 000      | Capacidad: 5 000 |
|                        |                  |

## Equipos participantes
Estos fueron los 6 equipos que participaron en la Liga de Guayaquil de 1949.
| Equipos participantes | Equipos participantes | Equipos participantes | Equipos participantes |
| --------------------- | --------------------- | --------------------- | --------------------- |
| Barcelona             | Huancavilca           | LDU                   |                       |
| Emelec                | Norte América         | Panamá                |                       |

## Única Etapa

### Partidos y resultados
| Fecha 1      | Fecha 1   | Fecha 1          |
| Equipo Local | Resultado | Equipo Visitante |
| ------------ | --------- | ---------------- |
| Barcelona    | 6-1       | Huancavilca      |
| Emelec       | 2-2       | Panamá           |
| Norteamérica | 5-1       | LDU(G)           |

| Fecha 2      | Fecha 2   | Fecha 2          |
| Equipo Local | Resultado | Equipo Visitante |
| ------------ | --------- | ---------------- |
| Huancavilca  | 1-4       | Emelec           |
| LDU(G)       | 2-5       | Barcelona        |
| Panamá       | 2-3       | Norteamérica     |

| Fecha 3      | Fecha 3   | Fecha 3          |
| Equipo Local | Resultado | Equipo Visitante |
| ------------ | --------- | ---------------- |
| Barcelona    | 2-4       | Norteamérica     |
| Emelec       | 9-2       | LDU(G)           |
| Panamá       | 6-1       | Huancavilca      |

| Fecha 4      | Fecha 4   | Fecha 4          |
| Equipo Local | Resultado | Equipo Visitante |
| ------------ | --------- | ---------------- |
| Norteamérica | 3-1       | Emelec           |
| Huancavilca  | 3-2       | LDU(G)           |
| Panamá       | 3-2       | Barcelona        |

| Fecha 5      | Fecha 5   | Fecha 5          |
| Equipo Local | Resultado | Equipo Visitante |
| ------------ | --------- | ---------------- |
| Barcelona    | 5-2       | Emelec           |
| LDU(G)       | 1-2       | Panamá           |
| Huancavilca  | 0-4       | Norteamérica     |

| Fecha 6      | Fecha 6   | Fecha 6          |
| Equipo Local | Resultado | Equipo Visitante |
| ------------ | --------- | ---------------- |
| Panamá       | 1-3       | Emelec           |
| Huancavilca  | 2-5       | Barcelona        |
| LDU(G)       | 1-2       | Norteamérica     |

| Fecha 7      | Fecha 7   | Fecha 7          |
| Equipo Local | Resultado | Equipo Visitante |
| ------------ | --------- | ---------------- |
| Barcelona    | 2-1       | LDU(G)           |
| Emelec       | 6-4       | Huancavilca      |
| Norteamérica | 3-1       | Panamá           |

| Fecha 8      | Fecha 8   | Fecha 8          |
| Equipo Local | Resultado | Equipo Visitante |
| ------------ | --------- | ---------------- |
| Huancavilca  | 3-3       | Panamá           |
| Norteamérica | 3-2       | Barcelona        |
| LDU(G)       | 2-4       | Emelec           |

| Fecha 9      | Fecha 9   | Fecha 9          |
| Equipo Local | Resultado | Equipo Visitante |
| ------------ | --------- | ---------------- |
| Barcelona    | 3-2       | Panamá           |
| Emelec       | 6-4       | Norteamérica     |
| LDU(G)       | 4-3       | Huancavilca      |

| Fecha 10     | Fecha 10  | Fecha 10         |
| Equipo Local | Resultado | Equipo Visitante |
| ------------ | --------- | ---------------- |
| Emelec       | 3-3       | Barcelona        |
| Panamá       | 2-1       | LDU(G)           |
| Norteamérica | 4-2       | Huancavilca      |

### Tabla de posiciones
|                      |    | Equipo        | PJ | PG | PE | PP | GF | GC | DG  | PTS |
| -------------------- | -- | ------------- | -- | -- | -- | -- | -- | -- | --- | --- |
|                      | 1. | Norte América | 10 | 9  | 0  | 1  | 35 | 18 | +17 | 18  |
|                      | 2. | Barcelona     | 10 | 7  | 0  | 3  | 37 | 22 | +15 | 14  |
|                      | 3. | Emelec        | 10 | 6  | 1  | 3  | 41 | 29 | +12 | 13  |
|                      | 4. | Panamá        | 10 | 4  | 4  | 2  | 24 | 21 | +3  | 12  |
| Bandera de Guayaquil | 5. | Huancavilca   | 10 | 1  | 1  | 8  | 20 | 44 | -24 | 3   |
|                      | 6. | LDU           | 10 | 1  | 0  | 9  | 17 | 37 | -20 | 2   |

 Pts=Puntos; PJ=Partidos jugados; G=Partidos ganados; E=Partidos empatados; P=Partidos perdidos; GF=Goles a favor; GC=Goles en contra; Dif=Diferencia de gol
|  | Campeón anual.          |
|  | Vicecampeón anual       |
|  | Descendió a la Serie B. |

### Campeón
|                           |
| Norte América 3.ro Título |